# Noctua pronubaminor
Noctua pronubaminor là một loài bướm đêm trong họ Noctuidae.